# Bücherpiraten
Der Bücherpiraten e. V. wurde 2002 in Lübeck gegründet. Der Verein machte es sich zur Aufgabe, Kinder und Jugendliche für Bücher zu begeistern. Bei den Bücherpiraten können sich Kinder und Jugendliche lesend, schreibend, darstellend und organisierend der Welt der Literatur nähern und ihre eigenen kreativen Ideen in die Tat umsetzen. In den Kinder- und Jugendgruppen, die regelmäßig im Kinderliteraturhaus stattfinden, lernen die Kinder und  im Team zusammenzuarbeiten und eigene Projekte rund um das Thema Literatur verantwortungsbewusst durchzuführen. Die Bücherpiraten engagieren sich zudem mit mehreren Projekten auch über das Kinderliteraturhaus hinaus für Leseförderung. Seit 2018 richten sie alle zwei Jahre den Norddeutschen Leseförderkongress aus.

## Kinderliteraturhaus
Das Kinderliteraturhaus befindet sich im Altstadthaus in der Fleischhauerstr. 71 in Lübeck. Die Bücherpiraten haben im Kinderliteraturhaus neben Räumen für die Kinder- und Jugendgruppen und auch einen Veranstaltungsraum eingerichtet. Dort können die Jugendlichen eigene Veranstaltungsformate ausprobieren und Projekte wie die Lübecker Jugendbuchtage durchführen. Außerdem findet dort einmal im Jahr das Bücherpiraten-Festival, ein Literaturfestival für Kinder, statt.
Im Erdgeschoss des Kinderliteraturhauses befindet sich der Benefizbuchladen, in dem 40 Ehrenamtliche gespendete Bücher verkaufen. Der Erlös des Benefizladens unterstützt die pädagogische Arbeit in den Kinder- und Jugendgruppen der Bücherpiraten.
Das Kinderliteraturhaus ist in Deutschland einzigartig, denn die Jugendlichen entscheiden über die Ausgestaltung des Kinderliteraturhauses mit. Dabei geht es nicht nur um die Inneneinrichtung, sondern vor allem auch um die inhaltliche Ausgestaltung und das pädagogische Angebot.

## Pädagogische Arbeit im Kinderliteraturhaus
Im Kinderliteraturhaus schreiben, lesen, diskutieren und erwecken junge Menschen Geschichten zum Leben. Bei den Bücherpiraten werden sie dazu ermutigt, sich aktiv einzubringen und ihre Ideen selbstständig umzusetzen. Über zehn Kinder- und Jugendgruppen mit unterschiedlichen Schwerpunkten rund um das Thema Lesen und Schreiben von 8–19 Jahren. Im Jahr finden in den Räumen des Kinderliteraturhauses rund 280 Gruppentreffen und 70 Workshops für Kinder und Jugendliche statt.
Zu den wichtigsten Gruppen gehört die Redaktion der Blauen Seite. Unter www.die-blaue-seite.de veröffentlichen die Jugendlichen zwischen 12 und 19 Jahren Rezensionen zu Jugendbüchern und interviewen bekannte Autoren. Zu den bekanntesten Interviewpartnern gehören unter anderem Cornelia Funke und John Green. Eine andere Jugendgruppe beschäftigt sich mit der Organisation der Lübecker Jugendbuchtage. Die Jugendlichen planen ein Jahr lang ein Jugendliteraturfestival nach eigenen Wünschen und laden Autoren, Schauspieler und Synchronsprecher für Lesungen aus ihren Lieblingsjugendbüchern ein. Die Autoren-Entdecker zeichnen jährlich anlässlich des Bücherpiraten-Festivals einen Nachwuchsautoren mit dem Goldenen Bücherpiraten aus. Am längsten besteht die Autorengruppe, bei der Jugendliche Input zum Thema Schreiben bekommen und sich über die selbstgeschriebenen Texte austauschen. Die Kinder und Jugendlichen sind maßgeblich an der Auswahl des Kinder- und Jugendangebots im Kinderliteraturhaus beteiligt. Sie entscheiden, welche neuen Kinder- und Jugendgruppen und Workshops angeboten werden.
Alle Projekte der Bücherpiraten sind spendenfinanziert.

## Weitere Projekte des Vereins
- Hui Buh Live-Hörspiel zum 15-jährigen Jubiläum[3]
- 1001 Sprache - Bilingual picturebooks
- Jährliche Weihnachtsspendenaktion „Jedes Kind braucht Bücher“
- Norddeutscher Leseförderkongress
- Lübecker Jugendbuchtage
- Bücherpiraten-Festival
- Bücherpiraten audio[4]
- lieferbar - der Verlag[5]

## Auszeichnungen
- pluspunkt Kultur 2010 der Bundesvereinigung Kulturelle Jugendbildung
- Ausgewählter Ort 2012 - 365 Orte im Land der Ideen 2012[6]
- „Goldene Göre“ des Deutschen Kinderhilfswerk für die Lübecker Jugendbuchtage 2013[7]
- Deutscher Bürgerpreis 2015[8]
- Deutscher Nachbarschaftspreis 2017[9] (Landessieger Schleswig-Holstein)
- Sonderpreis "Leseförderung" des avj medienpreises 2020[10]
- Digitalisierungspreis Schleswig-Holstein 2020 in der Kategorie "Digitales Lernen"[11]
- Platz 2 für die „Straßenpoet*innen“ beim bundesweiten Innovationswettbewerbs „Rauskommen! Der Jugendkunstschuleffekt“ im November 2022[12]
- Deutscher Lesepreis 2023 für das Projekt „Wir teilen Geschichten“ - Platz 3 in der Kategorie „Herausragendes kommunales Engagement“[13]
- BolognaRagazzi Award 2023 für "1001 Sprache".[14] Das Projekt wurde in der Kategorie „CrossMedia“ mit einer „Special Mention“ gewürdigt.[15]